# Gare de Lancaster (Pennsylvanie)
La gare de Lancaster est une gare ferroviaire des États-Unis, située sur le territoire de la ville de Lancaster dans l'État de Pennsylvanie.

## Histoire
La gare d'origine qui remonte à 1834 appartenait à la Philadelphia and Columbia Railroad. La gare est reconstruite en 1857 par la Pennsylvania Railroad.  Cette dernière a édifié le bâtiment actuel en 1929 après l'ouverture d'une déviation ferroviaire qui contourne la ville. La gare est inscrite  au Registre national des lieux historiques et fait partie du quartier historique de la ville de Lancaster.

## Service des voyageurs

### Desserte
La gare est desservie par deux lignes d'Amtrak le Pennsylvanian qui relie New York à Pittsburgh et le Keystone Service qui relie New York à Harrisburg.